# Дуглас Тоттл
Дуглас Тоттл — канадський активіст, автор книги про Голодомор під назвою «Шахрайство, голод і фашизм: міф про геноцид в Україні від Гітлера до Гарварда».

## Біографія
Тоттл  народився в Квебеці. Пізніше переїхав на Захід Канади. Працював на різних посадах: шахтером, фотолаборантом, художником. Також, канадський активіст з 1975 року по 1985 роки був редактором журналів «Челенджер» та «United Steelworkers». Дуглас Тоттл займався вивченням історії праці та працював профспілковим організатором серед працівників фермерських господарств в Каліфорнії, та Індії. В Канаді та США написав велику кількість публікацій.

## Книга
Книгу «Шахрайство, голод і фашизм: міф про геноцид в Україні від Гітлера до Гарварда» багато людей вважають скандальною. Історичне дослідження Тоттла вийшло в світ після отримання похвали від канадських професорів історії Кларенса Манфорда — професора університету Гелфа та Девіда Уайтфілда професор в університеті Калгарі.
Дуглас Тоттл стверджував, що Голодомор в Україні — це шахрайство і відбувся через погодні умови, а також через саботаж куркулів і накопичення зерна. В своїй книзі він стверджує, що Голодомор це пропагандистська робота нацистів, що усі світлини-докази — це підробка і їх взагалі не існує.
Літературу Тоттла критики вважали літеретурою ненависті, через атаки на українську діаспору.
В 1988 році була створена Міжнародна комісія з розслідування голоду в Україні 1932—1933 років, щоби встановити, чи існував тоді Голод і його причини. Тоттл на запрошення не відповів і участі в розслідуванні не брав. Книга була розглянута на брюсельському засіданні. Президент комісії Джейкоб Сандберг прийшов до висновку, що матеріали, які включені до книги, не могли бути доступні автору, без допомоги радянської влади. Дослідження показали, що влада радянського союзу замовила та допомогла видати цю книгу[відсутнє в джерелі]. Радянські дипломати різними способами рекламували книгу та підтримували дослідження Тоттла.